# بوجيت روستانج
بوجي روستانج (بالفرنسية: Puget-Rostang)‏ هي بلدية فرنسية تقع في إقليم الألب البحرية من منطقة بروفنس ألب كوت دازور في جنوب شرق فرنسا. تبلغ مساحة هذه المدينة 22.46 (كم²)، وترتفع عن سطح البحر 771 م، يبلغ عدد سكانها 106 نسمة حسب إحصاء المعهد الوطني للإحصاء والدراسات الاقتصادية سنة 2009 م. وترأس Bernard Maurin البلدية خلال فترة (2008-2014).

## وصلات خارجية
- صفحة البلدية على موقع المعهد الوطني للإحصاء والدراسات الاقتصادية